# The Sims 3: Into the Future
The Sims 3: Into the Future — одинадцяте та фінальне доповнення для відеогри жанру стратегічного симулятору життя The Sims 3. Вперше вийшло в США 22 жовтня 2013. У якості підрайону Into the Future додає футуристичне містечко Оазіс Лендін. Схожих доповнень в серії The Sims на футуристичну тему досі не випускали.

## Ігровий процес
Доповнення The Sims 3: Into the Future фокусується на футуристичній тематиці, що є першим прецедентом в історії серії The Sims.
Після встановлення доповнення, на лот сіма в його звичайному районі навідається мандрівник часом, який надає сіму можливість користуватися його порталом подорожу часом в замін на певну допомогу. Скористувавшись цим порталом, сім може відправитися в майбутнє — у футуристичний підрайон Оазіс Лендін (англ. Oasis Landing), котрий побудований серед гористого пустища.
Пламботи (схожі на сімботів та серво з попередніх ігор) є головним доповненням у гру. Їх можна створювати у режимі створення сімів з різною варіацією зовнішнього вигляду та підбору характеристик їх чипів, котрі будуть впливати на ігровий процес. У гру додані ховерборди, джетпаки, монорейки та ховеркари у якості нового виду транспорту. Нові кар'єри включають астрономів та торгівців ботами. Серед нових об'єктів присутні голографічні телевізори, синтезатори їжі, майстерні для створення ботів та лазерний ритмакон (новий музичний інструмент).
Під час подорожі у майбутнє, сіми можуть навідатися до своїх нащадків та вплинути, або навіть знищити їх, якщо змінять їх стиль життя або долю.

## Рецензії
| Агрегатор    | Оцінка |
| ------------ | ------ |
| GameRankings | 83%    |
| Metacritic   | 80 %   |

| Видання        | Оцінка |
| -------------- | ------ |
| GameRevolution | [ 7 ]  |
| GameZone       | 7/10   |

В більшості доповнення отримало позитивні огляди та оцінки від критиків, які хвалили нововведення у гру.

## Розробка доповнення
Доповнення The Sims 3: Into the Future було анонсоване під час живої трансляції 8 січня 2013, в якій оголошувалися всі доповнення та розширюючі пакети, котрі будуть випущені EA в 2013. Під час трансляції повідомили, що планується випустити доповнення футуристичної тематики, яке на той час знаходилось на ранніх етапах розробки.

### Музика
1. «Brazil» — Gold Panda
2. «Give Me» — The Child Of Lov
3. «Naive Melody» — Smiley Aili
4. «Obishay» — AL 9000
5. «Second Summer» — YACHT
6. «Slip Time» — Young Magic
7. «The Future Is Now» — James Iha
8. «Yuba Reprise» — Date Palm
9. «American Girl» — Бонні МакКі
10. «Take My Hand» — Charli XCX